# Кунсан (авіабаза)
Авіаційна база Кунса́н (англ. Gunsan Air Base, кор. 군산시 공군기지) — складова частина ВПС Південної Кореї.
Розташована в місті Кунсан на заході Корейського півострова. Тут базується 8-ме винищувальне авіакрило 7-ї армії ВПС США, озброєне літаками F-16 і корейська 38-ма винищувальна авіагрупа. Командувач — полковник Пітер Касарскіс.

## Історія
Сучасний аеродром «К-8» у 1939-му збудували ВПС Японської імперії; з початком Корейської війни КНДР зайняла аеродром, але його у вересні 1950 відбили вояки 24-ї піхотної дивізії США, а вже наступного року (після реконструкції ЗПС) сюди прибуло 3-тє бомбардувальне крило. Відтоді тут перебувало чимало різних формувань, але поточне — 8-ме авіакрило — в Кунсані з 1974 року.

## Сучасність
У 2014 і 2023 роках на час проведення ремонтних робіт літаки перебазовували на аеродром Осан.
2019-го особовий склад авіабази брав участь у двосторонніх навчаннях з філіппінськими ВПС